# 青海省民政厅安置农场
青海省民政厅安置农场是隶属青海省人民政府民政厅的自收自支事业单位，成立于1963年。辖区以安置农场之名列为海南藏族自治州共和县的一个类似乡级单位。

## 行政区划
2010年，安置农场拥有5千多亩土地，其中4千多亩已退耕还林。行政上，下辖以下地区：安置农场虚拟生活区。